# Karmel Chaj Bar

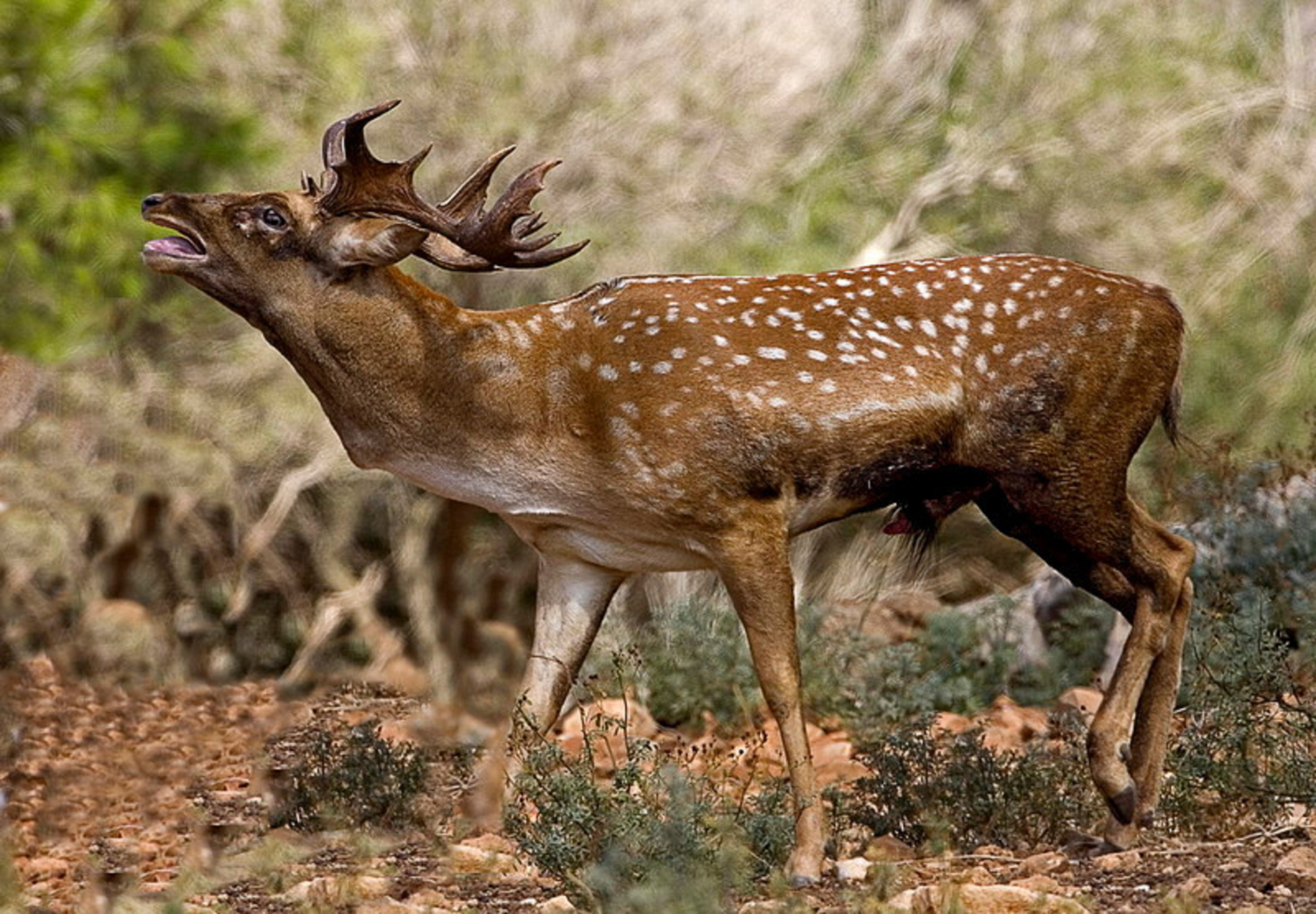
Samec daňka mezopotámského

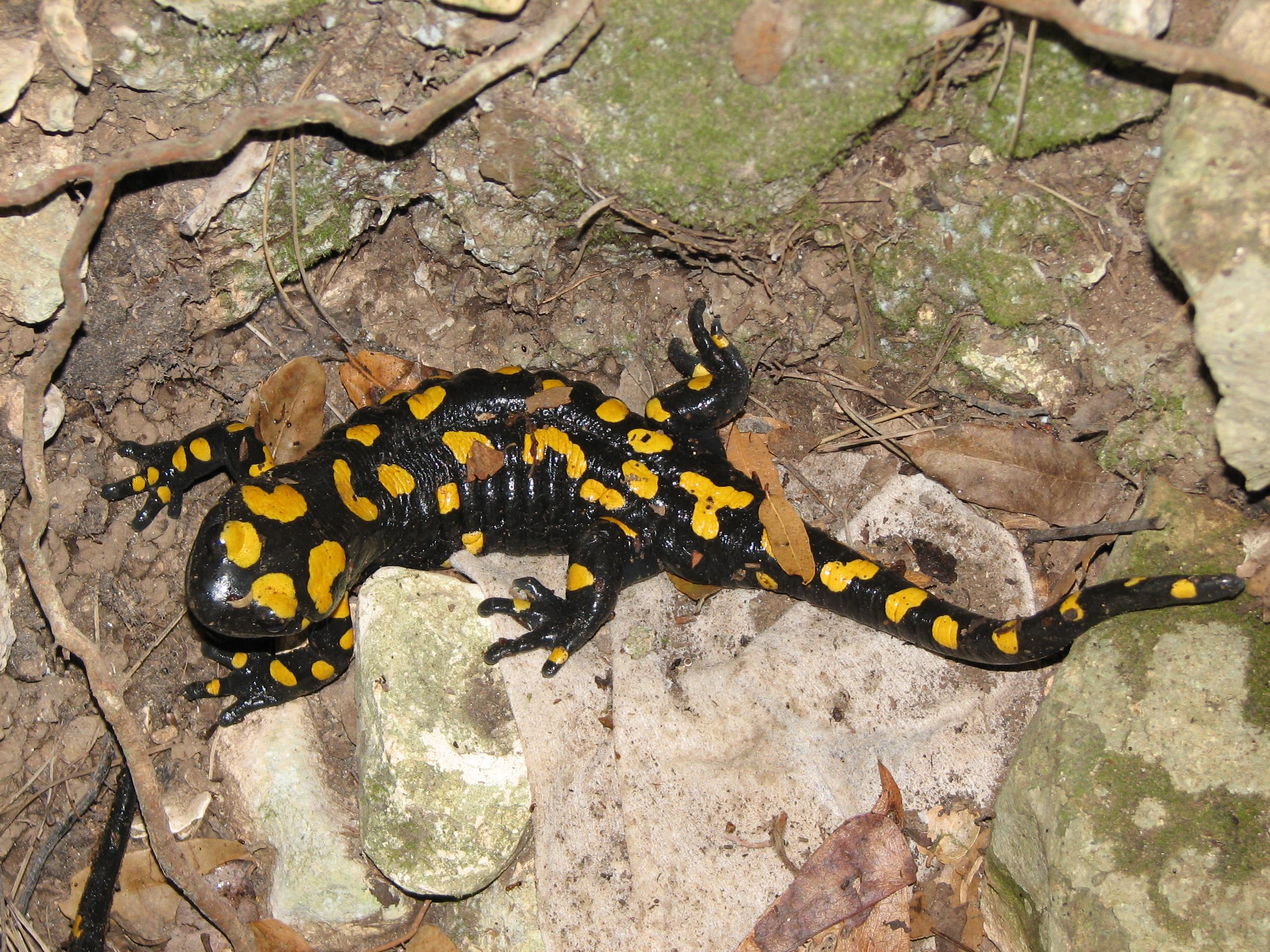
Mlok skvrnitý

Přírodní rezervace Karmel Chaj Bar je reintrodukční, chovné a aklimatizační centrum spravované Úřadem pro přírodu a parky, rozkládající se na celkové ploše 600 hektarů v Karmelském pohoří v severozápadním Izraeli.
Karmel Chaj Bar je jedno ze dvou izraelských center tohoto zaměření; druhé je přírodní rezervace Jotvata Chaj Bar v jižní části Aravy nedaleko kibucu Jotvata v jižním Izraeli. Cílem této přírodní rezervace je chovat ohrožená, kriticky ohrožená a v přírodě vyhynulá zvířata zmíněná v Bibli pro jejich možnou reintrodukci do středomořských lesů severního Izraele.
Mezi živočišné druhy chované v této přírodní rezervaci patří:
- sup bělohlavý (Gyps fulvus)
- daněk mezopotámský (Dama dama mesopotamica)
- gazela obecná (Gazella gazella gazella)
- srnec obecný (Capreolus capreolus coxi)
- orel mořský (Haliaeetus albicilla)
- mlok skvrnitý (Salamandra infraimmaculata)

V prosinci 2010 byla rezervace zasažena rozsáhlým lesním požárem, v jehož důsledku musela být evakuována i zdejší zvěř.